# Manatha nigripes
Manatha nigripes är en fjärilsart som beskrevs av Wolfgang Dierl 1966. Manatha nigripes ingår i släktet Manatha och familjen säckspinnare. Inga underarter finns listade i Catalogue of Life.